# Brandywine (Virginia Occidental)
Brandywine es un lugar designado por el censo ubicado en el condado de Pendleton en el estado estadounidense de Virginia Occidental. En el Censo de 2010 tenía una población de 218 habitantes y una densidad poblacional de 171,43 personas por km².

## Geografía
Brandywine se encuentra ubicado en las coordenadas 38°37′8″N 79°14′25″O / 38.61889, -79.24028. Según la Oficina del Censo de los Estados Unidos, Brandywine tiene una superficie total de 1.27 km², de la cual 1.27 km² corresponden a tierra firme y (0%) 0 km² es agua.

## Demografía
Según el censo de 2010, había 218 personas residiendo en Brandywine. La densidad de población era de 171,43 hab./km². De los 218 habitantes, Brandywine estaba compuesto por el 96.33% blancos, el 0.46% eran afroamericanos, el 0% eran amerindios, el 0% eran asiáticos, el 0% eran isleños del Pacífico, el 0% eran de otras razas y el 3.21% pertenecían a dos o más razas. Del total de la población el 0% eran hispanos o latinos de cualquier raza.